# Карканис, Афина
Афи́на Ири́на Карка́нис (англ. Athena Irene Karkanis, греч. Αθηνά-Ειρήνη Καρκάνη, род. 7 сентября 1981, Летбридж, Альберта) — канадская актриса телевидения, кино и озвучания. Наиболее известна по одной из главных ролей в сериале «Манифест».

## Биография
Родилась в Альберте и выросла в Торонто. У неё греческие и египетские корни. Училась в университете Макгилла, однако оставила учёбу, чтобы стать актрисой. В 2005 году дебютировала в эпизоде сериала «Миссия ясновидения», после чего стала появляться в канадских телешоу в эпизодических и второстепенных ролях. Участвовала в озвучании мультсериалов «Небесная земля», «Отчаянные герои: Месть острова» и «Братья Кратт: Зов природы».
Снялась в нескольких фильмах ужасов, в том числе «Пила 4» (2007), «Рипо! Генетическая опера» (2008), «Пила 6» (2009), «Выживание мертвецов» (2009) и «Пустошь» (2012). Также появилась в боевиках «Искусство войны 2: Предательство» (2008) и «Путь мести» (2011), которые вышли сразу на видео. На телевидении была в основном актёрском составе в первом сезоне канадской подростковой драмы «Лучшие годы» (2007), в «Границе» (2008—2010) и в недолговечном комедийном сериале «Почти герои» (2011). Играла второстепенную роль в телесериале «Зов крови» (2011—2012).
В 2013 году снялась в драматическом сериале AMC «Низкое зимнее солнце», а в 2014 году сыграла главную роль в постапокалиптическом сериале Lifetime «Лотерея». В 2015 году исполнила роль Октавии Масс в первом сезоне «Пространства». В 2018—2021 годах играла роль Грейс Стоун в сериале NBC «Манифест».
У Карканис двое детей.

## Избранная фильмография
| Год          |    | Русское название                     | Оригинальное название                | Роль                                  |
| ------------ | -- | ------------------------------------ | ------------------------------------ | ------------------------------------- |
| 2004         | с  | Кевин Хилл                           | Kevin Hill                           | Аннализа / Лина                       |
| 2005         | с  | Миссия ясновидения                   | Missing                              | Тамара Кордей                         |
| 2005         | ки | Tom Clancy’s Rainbow Six: Vegas      | Tom Clancy’s Rainbow Six: Vegas      | Джоанна Торрес                        |
| 2006—2007    | мс | Небесная земля                       | Skyland                              | Дюан                                  |
| 2006—2008    | мс | Детство Криппи                       | Growing Up Creepie                   | Крипелла (Криппи) Кричер              |
| 2007         | ф  | Пила 4                               | Saw IV                               | агент Линдси Перес                    |
| 2007         | с  | Лучшие годы                          | The Best Years                       | Доун Варгас                           |
| 2008         | в  | Искусство войны 2: Предательство     | The Art of War II: Betrayal          | Хезер                                 |
| 2008         | ф  | Рипо! Генетическая опера             | Repo! The Genetic Opera              | Джессика Адамс                        |
| 2008—2010    | с  | Граница                              | The Border                           | агент Халида Масси / Салах Карим      |
| 2009         | ф  | Выживание мертвецов                  | Survival of the Dead                 | Сорванец                              |
| 2009         | ф  | Пила 6                               | Saw VI                               | агент Линдси Перес                    |
| 2010         | с  | Деграсси: Следующее поколение        | Degrassi: The Next Generation        | Рэйчел                                |
| 2011         | с  | Дело Дойлов                          | Republic of Doyle                    | Хезер Смит                            |
| 2011         | в  | Путь мести                           | The Sacrifice                        | Рэйчел                                |
| 2011         | с  | XIII                                 | XIII: The Series                     | Мария Карденас                        |
| 2011         | с  | Тайные операции                      | Covert Affairs                       | Ширин                                 |
| 2011         | с  | Почти герои                          | Almost Heroes                        | Рейна                                 |
| 2011—2012    | с  | Зов крови                            | Lost Girl                            | Надия                                 |
| 2011 — н. в. | мс | Братья Кратт: Зов природы            | Wild Kratts                          | Авива Корковадо                       |
| 2012         | мс | Отчаянные герои: Месть острова       | Total Drama: Revenge of the Island   | Анна-Мария                            |
| 2012         | ф  | Пустошь                              | The Barrens                          | Эрика                                 |
| 2012         | с  | Сверхъестественное                   | Supernatural                         | Андреа Кормос                         |
| 2012         | с  | Перевозчик                           | Transporter: The Series              | Мауга                                 |
| 2012         | ки | World of Warcraft: Mists of Pandaria | World of Warcraft: Mists of Pandaria | Айса Клаудсингер / Лу’лин / Убийца Ки |
| 2012—2015    | с  | Расследование Мёрдока                | Murdoch Mysteries                    | доктор Айрис Баджали                  |
| 2012         | с  | Фирма                                | The Firm                             | Венди                                 |
| 2013         | с  | Читающий мысли                       | The Listener                         | прокурор Криста Эллис                 |
| 2013         | с  | Низкое зимнее солнце                 | Low Winter Sun                       | Дани Халил                            |
| 2014         | с  | Лотерея                              | The Lottery                          | Ванесса Келлер                        |
| 2015—2016    | с  | Пространство                         | The Expanse                          | Октавия Масс                          |
| 2015         | ки | Heroes of the Storm                  | Heroes of the Storm                  | Соня                                  |
| 2017         | с  | Форс-мажоры                          | Suits                                | Марисса                               |
| 2017         | с  | Зоо-апокалипсис                      | Zoo                                  | Эбигейл Вестбрук                      |
| 2018—2021    | с  | Манифест                             | Manifest                             | Грейс Стоун                           |
| 2018         | с  | Карточный домик                      | House of Cards                       | Мелоди Крус                           |
| 2022 — н. в. | мс | My Little Pony: Зажги свою искорку   | My Little Pony: Make Your Mark       | Опалин                                |